# Ratchadamnoen Boxing Stadium

O estádio de Muay Thai Ratchadamnoen ou Rajadamnern, em tailandês Sanam Muay Rajadamnern (Tailandês:สนามมวยราชดำเนิน, RTGS: Sanam Muai Ratcha Damnoen) é uma arena coberta localizada em Banguecoque, na Tailândia. Juntamente com o estádio Lumpinee, o Ratchadamnoen é um dos dois principais estádios do moderno Muay Thai.
O estádio possui o seu próprio sistema de ranking e campeonatos para lutadores de peso médio. Os confrontos de Muay Thai são realizados todas as segundas, quartas, quintas e domingos. Os combates têm normalmente início por volta das 18:30 horas. Os preço variam entre 500฿ (terceira classe) e 2.000฿ para os lugares próximos do ringue.

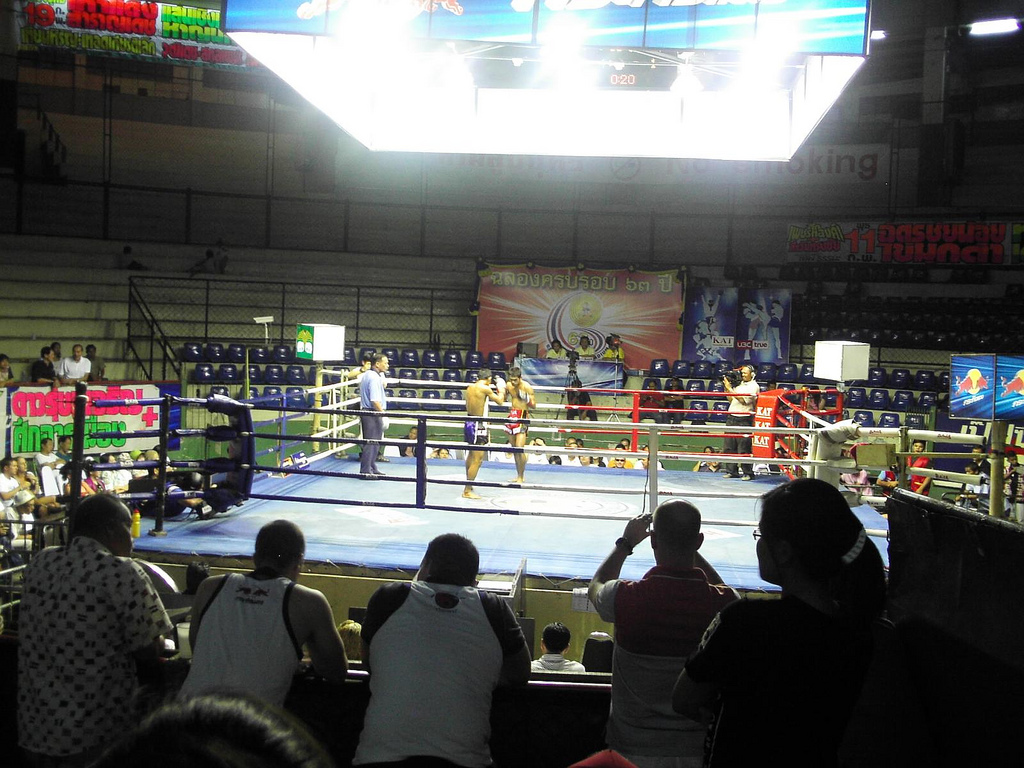
Estádio Ratchadamnoen

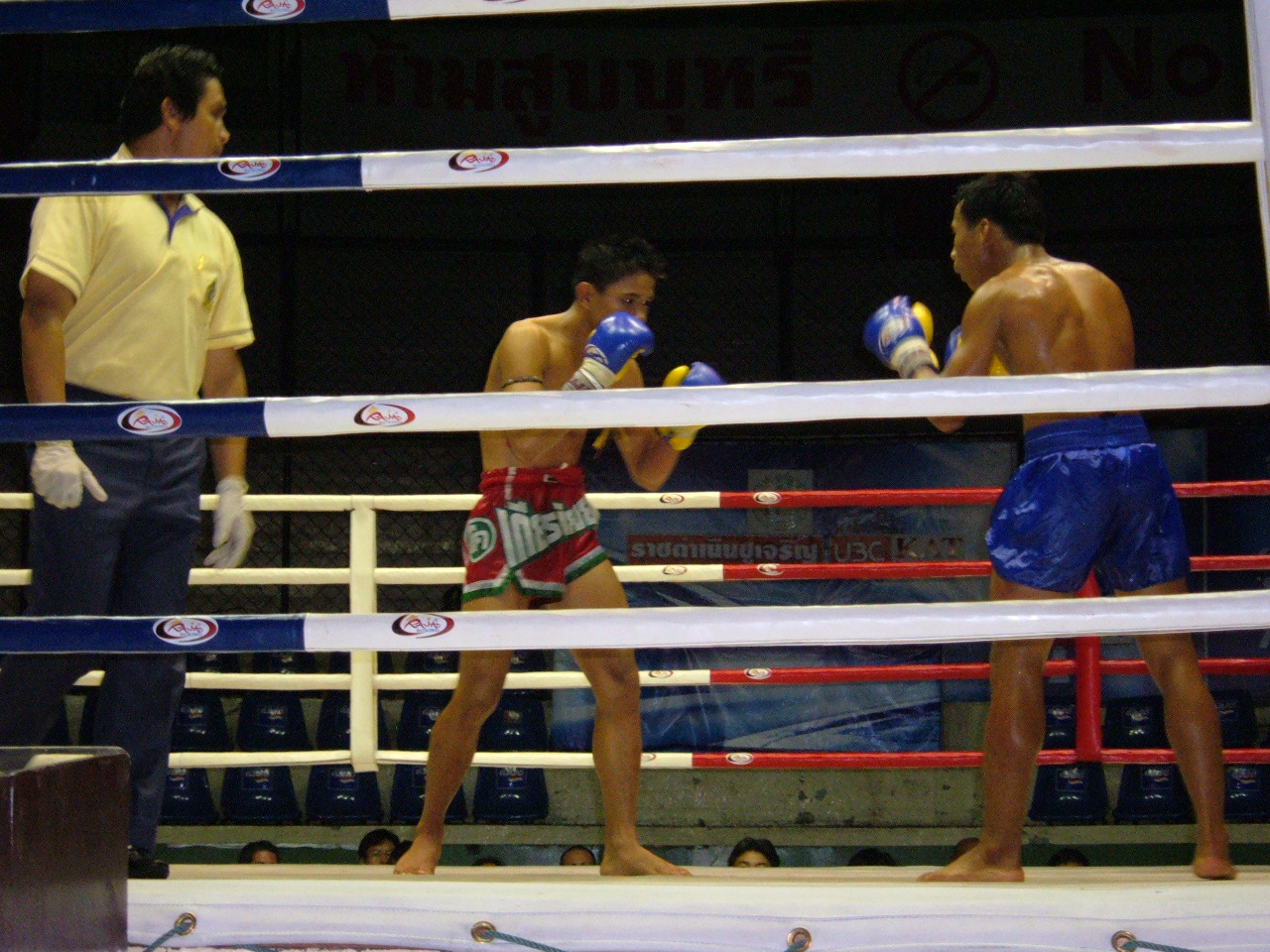
Campeonato de Muay Thai em Ratchadamnoen

## História
Em 1941, o primeiro-ministro da Tailândia, o Marechal Plaek Pibulsongkram, deu ordens para construir um estádio de muay thai nacional na Avenida Rajadamnern, uma velha rua em Banguecoque, que possui diversas atrações que estão mergulhadas na história. A Imprese Italiane All' Estero-Oriente ganhou os direitos de construção e o projeto de 258.900฿ foi lançado no dia 1 de março de 1941.
Devido à falta de materiais de construção durante a Segunda Guerra Mundial, o projeto foi interrompido até agosto de 1945. Quando a guerra terminou, a construção recomeçou, e em apenas quatro meses teria sido concluída. O primeiro combate a ser realizado ocorreu a 23 de dezembro de 1945. Os bilhetes tiveram um custo de 70 a 300฿. Pramote Puengsoonthorn tornou-se o gerente do estádio, permanecendo no cargo até à sua aposentadoria em 1947.
O estádio original consistia numa construção ao ar livre, semelhante a um anfiteatro romano. Seis anos depois, em 1951, um telhado de concreto foi introduzido, tornando-o mais prático e à prova de intempéries. Após sete anos na posse do governo, o estádio teve bastantes prejuízos e a 24 de maio de 1953, Chalerm Cheosakil, o gerente do estádio naquela época, pediu permissão ao "The Crown Property Bureau" (Tailandês: สำนักงานทรัพย์สินส่วนพระมหากษัตริย์) para fundar o "Rajadamnern Co Ltd" que se tornou um dos estádios de renome a nível mundial de muay thai na Tailândia.
Em 1969, Rocky Marciano participou no Ratchadamnen como árbitro convidado para o titulo internacional de muay thai disputado entre Raksak Wayupuk e Saknoi Sor Kosum. Desde então a tradição mantém-se, onde o último combate da noite é sempre o mais importante a nível internacional.

### Lista de ex-campeões
- Kaoklai Kaennorsing
- Kozo Takeda
- Toshio Fujiwara
- Saiyok Pumpanmuang
- Jean-Charles Skarbowsky

## Antigos gerentes
1. Sr. Chalerm Cheosakul
2. Sr. Vice Marshall Chalermkiat Vattanangkul
3. Sr. Porn Panitchpakdi
4. Sr. Nab Phongphaewe
5. Sr. Bancha Banthukul
6. Sr. Manoo Kosum
7. Sr. Montri Mongkolsawat
8. Sr. Chalermpong Cheoskul
9. Sr. Seeladech Suwannakorn
10. Sr. Prai Panyalakshana[3]